# Barsura umbrifera
Barsura umbrifera is een beervlinder uit de familie van de spinneruilen (Erebidae). De wetenschappelijke naam van de soort is voor het eerst geldig gepubliceerd in 1900 door Hampson als Asura umbrifera.